# Тедавнет
Тедавнет (Тидавнет; англ. Tydavnet; ирл. Tigh Damhnata) — деревня в Ирландии, находится в графстве Монахан (провинция Ольстер).